# Rari Nantes Savona 2009-2010
Questa voce raccoglie le informazioni riguardanti la Rari Nantes Savona nelle competizioni ufficiali della stagione 2009-2010.

## Organigramma societario
Area direttiva
- Presidente: Bruno Pisano
- Vicepresidente: Giuseppe Gervasio
- Direttore generale: Claudio Strinati
- Consiglieri: Filippo Cuneo, Gerardo Ghiliotto, Luigi Minuto e Luca Martino

Area organizzativa
- Responsabile marketing: Luca La Cava
- Addetto stampa e segreteria: Laura Sicco

Area tecnica
- Direttore sportivo: Piertino Sciacero
- Team manager: Domenico Chiriaco
- Allenatore: Claudio Mistrangelo

## Rosa
Prima squadra anno 2009-2010
| N° |                       | Ruolo | Giocatore           |
| -- | --------------------- | ----- | ------------------- |
|    | Italia (bandiera)     | P     | Giacomo Pastorino   |
|    | Italia (bandiera)     | P     | Mattia Conti        |
|    | Croazia (bandiera)    | D     | Deni Fiorentini     |
|    | Italia (bandiera)     | D     | Massimo Giacoppo    |
|    | Montenegro (bandiera) | CV    | Mlađan Janović      |
|    | Croazia (bandiera)    | CV    | Goran Fiorentini    |
|    | Italia (bandiera)     | CV    | Luca Damonte        |
|    | Italia (bandiera)     | CB    | Raffaele Onofrietti |

| N° |                        | Ruolo | Giocatore            |
| -- | ---------------------- | ----- | -------------------- |
|    | Italia (bandiera)      | CB    | Matteo Aicardi       |
|    | Italia (bandiera)      | CB    | Michele Lapenna      |
|    | Italia (bandiera)      | CB    | Lazzaro Vallarino    |
|    | Italia (bandiera)      | CB    | Giovanni Bianco      |
|    | Italia (bandiera)      | A     | Federico Mistrangelo |
|    | Italia (bandiera)      | A     | Alberto Angelini     |
|    | Italia (bandiera)      | A     | Valerio Rizzo        |
|    | Stati Uniti (bandiera) | A     | Peter Varellas       |

## Risultati

### Serie A1

#### Regular season

##### Girone di andata
| Arbitri: | Maurizio De Chiara Gianneo |

|                                                                                     |           |                                |
| Rizzo Janović, Varellas Fiorentini D., Giacoppo Aicardi, Mistrangelo, Fiorentini G. | Marcatori | Pérez Caliogna E., Kiss, Nyeki |

| Arbitri: | Domenico Rotondano Antonio Pascucci |

|                                                                                          |           |                                           |
| Mistrangelo Angelini, Fiorentini G., Lapenna, Rizzo Aicardi, Giacoppo, Janović, Varellas | Marcatori | Kovács Guidaldi Lo Cascio, Josep, Simeoni |

| Arbitri: | Angelo Bacis Stefano Riccitelli |

|                                                              |           |                                                 |
| Janović Angelini Fiorentini G., Mistrangelo, Rizzo, Varellas | Marcatori | Bini, Sottani Bruschini, Gobbi, Lapenna, Pagani |

| Arbitri: | Filippo Gomez Meloni |

|                                      |           |                                                     |
| Krstonošić, Primorac Africano, Gatto | Marcatori | Fiorentini G., Mistrangelo, Rizzo Janović, Varellas |

| Arbitri: | Massimiliano Caputi Alessia Ferri |

|                        |           |                                  |
| Rizzo Aicardi, Janović | Marcatori | Binchi, Fresia, Gitto, Paskvalin |

| Arbitri: | Fabio Collantoni Domenico Rotondano |

|                                |           |                                                 |
| Camilleri Deserti, Di Somma R. | Marcatori | Varellas Giacoppo, Janović, Rizzo Fiorentini D. |

| Arbitri: | Stefano Alfi Leonardo Ceccarelli |

|                                                                                  |           |                               |
| Fiorentini G., Rizzo Aicardi, Fiorentini D., Giacoppo, Janović, Lapenna Varellas | Marcatori | Powers Amelio, Emmolo, Nossek |

| Arbitri: | Attilio Paoletti Dante Saeli |

|                                                                         |           |                                                                  |
| Varellas Janović Aicardi, Angelini, Fiorentini D., Fiorentini G., Rizzo | Marcatori | Politze, Varga Bertoli, Buonocore, Mattiello G., Scotti Galletta |